# Pacto Mundial por el Medio Ambiente
El proyecto de Pacto Mundial por el Medio Ambiente tiene su origen en una iniciativa lanzada en 2017 por una red de unos 100 expertos de renombre (profesores, jueces, abogados) que representan a todos los continentes, conocida como el "Grupo de Expertos por el Pacto" (GEP) y presidida por Laurent Fabius.
El 10 de mayo de 2018, la Asamblea General de la Naciones Unidas  aprobó, por 142 votos a favor, 5 votos en contra (Estados Unidos, Rusia, Siria, Turquía, y Filipinas) y 7 abstenciones (Arabia Saudita, Bielorrusia, Irán, Malasia, Nicaragua, Nigeria, y Tayikistán), una Resolución que abre el camino a la negociación de un Pacto Mundial por el Medio Ambiente (Resolución A / 72 / L.51 de 10 de mayo de 2018 "Hacia un Pacto Mundial por el Medio Ambiente".
El proceso de negociación sigue en marcha. El 8 de mayo de 2020 el Programa de las Naciones Unidas para el Medio Ambiente nominó dos cofacilitadores para llevar a cabo consultas informales con el fin de preparar un primer proyecto de "Declaración Política" que se adoptará en la quinta sesión de la Asamblea de las Naciones Unidas para el Medio Ambiente en 2022, para conmemorar el 50.º aniversario del establecimiento del Programa de las Naciones Unidas para el Medio Ambiente.

## Objetivos
El proyecto de Pacto tiene como objetivo reconocer los derechos y deberes de los ciudadanos y de los gobiernos con respecto al planeta. El objetivo es subsanar las deficiencias del derecho internacional del medio ambiente y contribuir a la aparición de un marco jurídico mundial más protector de los equilibrios naturales. De hecho, aunque las Declaración de Estocolmo de 1972 y la Declaración de Río de 1992 recogen los principios generales del derecho medioambiental que a día de hoy están generalmente reconocidos, estos textos, de gran importancia política y simbólica, carecen de fuerza legal.
El Pacto, por su parte, sería un tratado multilateral, dotado de fuerza legal, destinado a consagrar los principios fundamentales que deberían guiar la acción medio ambiental. Siguiendo el impulso creado por la adopción en 2015 de la Agenda 2030 de las Naciones Unidas y del Acuerdo de París, el Pacto iría más lejos, ya que, a diferencia de las convenciones sectoriales, que sólo apuntan a un sector particular (el clima para el Acuerdo de París, la biodiversidad, la contaminación, etc.), se aplicaría de manera transversal a todas las políticas ambientales. Con vocación de convertirse en la piedra angular del derecho medioambiental internacional, el Pacto se diferenciaría de los acuerdos sectoriales, complementándolos al mismo tiempo. Gracias a su carácter universal, se aplicaría a todos los Estados, sin restricción geográfica. De este modo, si se adopta, el Pacto seriá el primer tratado internacional sobre el medio ambiente de naturaleza global.
El Pacto supondría también reconocer la tercera generación de derechos fundamentales, los derechos relacionados con la protección del medio ambiente.  Completaría así la edificación legal de las normas fundamentales, que incluye, hasta ahora, los dos Pactos Internacionales de 1966 uno sobre derechos civiles y políticos, y el otro sobre los derechos económicos, sociales y culturales
Al consolidar y armonizar los principios generales del derecho medioambiental a nivel mundial, el Pacto fortalecería el marco legal internacional. Mediante su firma y ratificación, el legislador deberá, en cada uno de los Estados partes, adaptar la legislación a los principios del Pacto y adoptar nuevas leyes medioambientales para aplicar los principios del Pacto. Además, el Poder Judicial podrá servirse del Pacto como una fuente de inspiración para su jurisprudencia en el ejercicio de su potestad jurisdiccional.

## Orígenes
El proyecto del Pacto Mundial por el Medio Ambiente fue propuesto en 2017 por una red internacional de un centenar de expertos en derecho medioambiental internacional, compuesta por profesores, jueces, y abogados de más de 40 países de todo el mundo, y que se formalizó en el seno del "Grupo de Expertos por el Pacto" (GEP). El GEP está presidido por Laurent Fabius, presidente del Consejo Constitucional de Francia y expresidente de la COP 21, y está dirigido por su secretario general, Yann Aguila, abogado del Colegio de Abogados de París y presidente de la Comisión de Medio Ambiente del think tank francés El Club de Juristas.
Miembros notables de IGEP incluir: Antonio Herman Benjamin, Juez del Tribunal Superior de Justicia de Brasil, Bruce Ackerman, Sterling, Profesor de Derecho y Ciencias Políticas, Universidad de Yale, Laurence Boisson de Chazournes, Profesora, Universidad de Ginebra, David Boyd, Profesor de Derecho de la Universidad British Columbia, Relator Especial de las Naciones Unidas sobre los Derechos Humanos y el Medio Ambiente, Lord Robert Carnwath, Juez de la Corte Suprema del Reino Unido, Parvez Hassan, abogado de la Corte Suprema de Pakistán, Marie Jacobsson, exmiembro de la Comisión de Derecho Internacional de las Naciones Unidas de 2007 a 2016 y Relatora Especial, Donald Kaniaru, ex Director de la Implementación Ambiental del PNUMA, Swatanter Kumar, exjuez de la Corte Suprema de la India, expresidente del Tribunal Nacional Verde de la India, Luc Lavrysen, Juez del Tribunal Constitucional de Bélgica, Pilar Moraga Sariego, Profesora al Centro de Derecho del Medio Ambiente, Facultad de Derecho, Universidad de Chile, Tianbao Quin, profesor en la Universidad de Wuhan, secretario general de la Sociedad China de Derecho Medio Ambiental y de los Recursos Naturales, Nicholas Robinson, profesor de la Universidad Pace de Nueva York, Jorge E. Vinuales, profesor de la Universidad de Cambridge y Margaret Young, Profesora asociada de la Facultad de Derecho de la Universidad de Melbourne. La lista completa de miembros de la red está disponible en el sitio web del Pacto.
Sin embargo, la idea de un Pacto Mundial por el Medio Ambiente no es nueva. Durante más de treinta años, la comunidad internacional de juristas ha estado pidiendo a los Estados que adopten un texto que codifique los principios generales del medio ambiente. Desde 1987, el Informe Brundtland mencionaba una lista de "Principios legales para la protección del medio ambiente y el desarrollo sostenible". Por su parte, la Unión Internacional para la Conservación de la Naturaleza (UICN) propuso, en 1995, un proyecto de Pacto Internacional sobre el Medio Ambiente y el desarrollo. En 2015, la adopción de dicho tratado internacional también figuraba entre las propuestas de la Comisión de Medio Ambiente del Club de Juristas, en su informe "Fortalecimiento de la eficacia del derecho internacional del medio ambiente".

## Contenido
Como indica el informe de presentación del proyecto de Pacto de 2017, el primer texto escrito por los expertos no debe entenderse como un texto definitivo, sino como una contribución de la sociedad civil internacional a la reflexión de los Estados. Siendo un proyecto de tratado, serán, en definitiva, los representantes de los Estados quienes, en última instancia, tendrán que negociar el texto final del Pacto Mundial por el Medio Ambiente.
El anteproyecto del Pacto redactado en 2017 por los expertos del GEP está estructurado en torno a un Preámbulo y veinte principios, complementados por seis. Está basado en dos principios esenciales que conforman un derecho y un deber: el derecho a un medio ambiente sano y el deber de cuidar el medio ambiente.
El proyecto incluye esencialmente una serie de principios ampliamente consensuados y consolidados, tanto sustantivos (deberes de prevención y de reparación de daños al medio ambiente, principio de precaución, principio de integración de objetivos de desarrollo sostenible en políticas públicas), como procedimentales (derecho a la información, principio de participación pública en la toma de decisiones ambientales, derecho de acceso a la justicia ambiental). Además, el anteproyecto del Pacto propone algunas innovaciones jurídicas, como el reconocimiento oficial del papel de la sociedad civil para la protección del medio ambiente o el principio de no regresión, cuyo objetivo es prohibir que la legislación medioambiental sufra retrocesos.
Finalmente, el texto también ofrece mecanismos para controlar el cumplimiento del contenido del Pacto, a fin de asegurar su efectividad. El Comité de Seguimiento del Pacto constituirá un foro por el intercambio de experiencias entre los Estados y formulará recomendaciones útiles para todos, a la luz de las mejores prácticas nacionales.

## ¿Donde Estamos?
El anteproyecto del Pacto se presentó por primera vez en París el 24 de junio de 2017, como parte de un evento internacional organizado por el Club de Juristas en el Gran Anfiteatro de la Sorbona en presencia de muchas personalidades dedicadas a la protección del planeta, tales como Laurent Fabius, Ban Ki-moon, Arnold Schwarzenegger, Mary Robinson, Anne Hidalgo, Laurence Tubiana, Manuel Pulgar-Vidal y Nicolas Hulot.
El 19 de septiembre de 2017, el presidente de la República Francesa, Emmanuel Macron, presentó el proyecto del Pacto en el recinto de las Naciones Unidas con motivo de una cumbre mundial que reunió a muchos jefes de Estado y de gobierno, al tiempo de la celebración de la 72e sesión de la Asamblea General de las Naciones Unidas en Nueva York. En esta ocasión, el secretario general, Antonio Guterres, el Presidente de la Asamblea General de las Naciones Unidas, Miroslav Lajčák, y el Director Ejecutivo del ONU Medioambiente (Programa de las Naciones Unidas para el Medio Ambiente), Erik Solheim, manifestaron su apoyo al proyecto.
El 10 de mayo de 2018, la Asamblea General de las Naciones Unidas adoptó la resolución "Hacia un Pacto Mundial por el Medio Ambiente". Este texto abre el camino hacia la negociación de tal Pacto y organiza las modalidades de examen de este proyecto por parte de las autoridades de las Naciones Unidas, ofreciendo, en particular.
- La presentación antes de finales de 2018 de un informe del secretario general de la ONU, Antonio Guterres, a la Asamblea General, identificando las posibles lagunas del derecho medioambiental internacional;
- La creación de un grupo de trabajo de composición abierta, en el que pueden participar todos los Estados miembros, para revisar el informe y discutir la necesidad de elaborar un proyecto de un nuevo tratado internacional.[22]

Del 5 al 7 de septiembre de 2018, el grupo de trabajo celebró una primera reunión organizacional en Nueva York, fijando el calendario para sus próximas tres sesiones de negociación, que se celebrarán en Nairobi en enero, marzo y mayo de 2019. El grupo estaba presidido por dos copresidentes, nombrados por el presidente de la Asamblea General de la ONU, Miroslav Lajčák. Eran Francisco António Duarte Lopes, Representante Permanente de Portugal, y Amal Mudallali, Representante Permanente del Líbano.
En diciembre de 2018, el secretario general de la ONU publicó su informe sobre el Pacto Mundial por el Medio Ambiente. Con el título "Lagunas en el derecho e instrumentos ambientales internacionales: hacia un Pacto Mundial por el Medio Ambiente", el informe destaca que el derecho medioambiental internacional y su aplicación efectiva podrían reforzarse con un instrumento internacional amplio y unificador que reúna todos los principios del derecho medioambiental. Este instrumento "podría mejorar la armonización, la previsibilidad y la seguridad jurídica.
En junio de 2019, al final de los trabajos del grupo de trabajo en Nairobi, el grupo de trabajo de Estados adoptó finalmente unas recomendaciones que suponían un claro retroceso respecto a las propuestas iniciales de los copresidentes. Ha optado por una simple "Declaración Política", que se adoptará en 2022, en la ocasión del quincuagésimo aniversario de la Conferencia de Estocolmo. Estas recomendaciones suponen un retroceso respecto a la ambición inicial de un tratado internacional jurídicamente vinculante que consagre los principios generales del derecho medioambiental.
El 30 de agosto de 2019, la Asamblea General de la ONU adoptó la resolución 73/333. Este último "toma nota con reconocimiento de la labor del Grupo de Trabajo" y "hace suyas todas sus recomendaciones", que se adjuntan a la resolución. Transmite estas recomendaciones a la Asamblea de las Naciones Unidas para el Medio Ambiente para que "examine y elabore en su quinto período de sesiones, en febrero de 2021, una declaración política con el fin de celebrar una reunión de alto nivel de las Naciones Unidas, a reserva de contribuciones voluntarias, en el contexto de la conmemoración del establecimiento del Programa de las Naciones Unidas para el Medio Ambiente por la Conferencia de las Naciones Unidas sobre el Medio Humano, celebrada en Estocolmo del 5 al 16 de junio de 1972".
El 8 de mayo de 2020, el presidente de la Asamblea de las Naciones Unidas para el Medio Ambiente y el presidente de la Oficina de Representantes Permanentes nombraron a dos cofacilitadores para dirigir el proceso de negociación. Los cofacilitadores son Saqlain Syedah, de Pakistán, y Ado Lohmus, de Estonia. Los cofacilitadores están llevando a cabo consultas informales con los Estados para preparar la quinta sesión de la Asamblea de las Naciones Unidas para el Medio Ambiente en febrero de 2021. Se les encomienda llevar a cabo este proceso y supervisar la realización de tres reuniones consultivas. La primera reunión se celebró en junio de 2020. La segunda reunión se celebró en noviembre de 2021. La consulta final antes de la adopción de la declaración política se celebrará en febrero de 2022.

## El Derecho a un Medio Ambiente Sano
A raíz del proyecto del Pacto Mundial por el Medio Ambiente, ha surgido un movimiento para el reconocimiento internacional del derecho a un medio ambiente sano. Desde septiembre de 2020, un pequeño grupo de Estados (Costa Rica, Marruecos, Eslovenia, Suiza y las Maldivas) inició las negociaciones para que el Consejo de Derechos Humanos de las Naciones Unidas reconociera este derecho.
El 8 de octubre de 2021, el Consejo de Derechos Humanos adoptó la resolución 48/13 por 43 votos a favor, ninguno en contra y 4 abstenciones (China, India, Japón y Rusia). Esta resolución reconoce por primera vez a nivel internacional el derecho a un medio ambiente sano como un derecho humano. Esto es el resultado de una campaña internacional de más de mil ONG y quince agencias de la ONU.
Esta resolución también invita a la Asamblea General de la ONU en Nueva York a considerar el asunto. Así, se podría que la Asamblea General se pronunciará sobre la adopción de una resolución similar. Este reconocimiento daría al derecho a un medio ambiente sano un mayor peso en la escena internacional.
Estas resoluciones podrían allanar el camino para la eventual adopción de una convención internacional sobre el derecho a un medio ambiente sano, dicho tratado sería una extensión del proyecto del Pacto Mundial por el Medio Ambiente.